# Castro Pretorio (Roms tunnelbana)
Castro Pretorio är en station på Roms tunnelbanas Linea B. Stationen är belägen i Rione Castro Pretorio i östra Rom och togs i bruk den 8 december 1990. Stationen är uppkallad efter Castra Praetoria, praetoriangardets förläggning.
Stationen Castro Pretorio har:
- Biljettautomater
- WC

## Kollektivtrafik
- Busshållplats för ATAC

## Omgivningar
- Sacro Cuore di Gesù, Via Marsala
- Biblioteca Nazionale Centrale di Roma, Roms nationalbibliotek
- Castra praetoria
- Porta Pia
- Porta Nomentana
- Arco di Sisto V
- Piazza dell'Indipendenza
- Piazza della Croce Rossa
- Piazza Confienza
- Ministero dei Trasporti
- Ferrovie dello Stato
- Quartiere San Lorenzo
- La Sapienza och Città Universitaria